# ژان-شارل د بوردا
 ژان-شارل د بردا (انگلیسی: Jean-Charles de Borda؛ زاده ۴ مهٔ ۱۷۳۳ – درگذشته ۱۹ فوریهٔ ۱۷۹۹) یک دانشمند اهل فرانسه بود.